# خانه شفیعی اردکانی
خانه شفیعی اردکانی مربوط به دوره قاجار است و در شیراز، بازارچه حاج زینل، کوچه گلستان واقع شده و این اثر در تاریخ ۱۰ خرداد ۱۳۸۲ با شمارهٔ ثبت ۸۶۹۴ به‌عنوان یکی از آثار ملی ایران به ثبت رسیده است.